# IC 4164
IC 4164 ist eine Spiralgalaxie vom Hubble-Typ S im Sternbild Coma Berenices am Nordsternhimmel, die schätzungsweise 866 Millionen Lichtjahre von der Milchstraße entfernt ist. Im selben Himmelsareal befindet sich die Galaxie IC 4162.
Das Objekt wurde am 27. Januar 1904 von Max Wolf entdeckt.